# Мацумото, Хидэхико
Хидэхико Мацумото (род. 10 августа 1972, Комаки, Айти) — японский самбист, дзюдоист и боец смешанных единоборств, призёр международных турниров по дзюдо, серебряный призёр чемпионата Азии по самбо 1999 года, серебряный (2000, 2002) и бронзовый (2008) призёр чемпионатов мира по самбо. По самбо выступал в лёгкой весовой категории (до 62 кг). В смешанных боевых искусствах провёл два боя и оба проиграл решением судей. Доцент университета Сигакукан.